# Данильченко, Валентина Ивановна
Валентина Ивановна Данильченко — советский хозяйственный, государственный и политический деятель.

## Биография
Родился в 1928 году в селе Данково. Член КПСС с 1955 года.
С 1952 года — на хозяйственной, общественной и политической работе. В 1952—1986 гг. — мастер текстильного комбината в Кировабаде Азербайджанской ССР, начальник отдела труда и заработной платы Шелкокомбината в Ленинабаде, заведующая промышленно-транспортным отделом Ленинабадского обкома КП Таджикистана, второй, первый секретарь Ленинабадского горкома КП Таджикистана, заведующая отделом легкой и пищевой промышленности ЦК КП Таджикистана, секретарь Таджикского республиканского Совета профсоюзов.
Избирался депутатом Верховного Совета Таджикской ССР 8-11-го созывов.
Умерла после 1991 года.